# NAC in het seizoen 1966/67
Het seizoen 1966/1967 was het 13e jaar in het bestaan van de Bredase betaaldvoetbalclub NAC. De club kwam uit in de Eredivisie en eindigde daarin op de 12e plaats. Tevens deed de club mee aan het toernooi om de KNVB Beker, hierin werd in de finale, na verlenging, verloren van Ajax (1–2).

## Wedstrijdstatistieken

### Eredivisie
|       | ADO   | Ajax  | DOS   | DWS   | Elinkwijk | Feijenoord | Fortuna '54 | Go Ahead | GVAV  | MVV   | PSV   | Sittardia | Sparta | Telstar | FC Twente '65 | Willem II | Xerxes |
| ----- | ----- | ----- | ----- | ----- | --------- | ---------- | ----------- | -------- | ----- | ----- | ----- | --------- | ------ | ------- | ------------- | --------- | ------ |
| Thuis | 0 – 2 | 0 – 1 | 4 – 1 | 4 – 4 | 4 – 3     | 0 – 0      | 2 – 2       | 2 – 4    | 2 – 0 | 2 – 0 | 3 – 0 | 0 – 1     | 1 – 1  | 0 – 2   | 2 – 0         | 1 – 0     | 1 – 0  |
| Uit   | 4 – 3 | 4 – 1 | 0 – 1 | 1 – 0 | 2 – 1     | 1 – 1      | 1 – 3       | 0 – 0    | 1 – 0 | 4 – 1 | 3 – 3 | 2 – 0     | 2 – 0  | 1 – 1   | 1 – 0         | 0 – 0     | 2 – 1  |

### KNVB Beker
| 1e ronde                                     | N.E.C.                                                                          | 0 – 1 (0 – 1)                      | NAC                                           |
| 2 april 1967 Plaats: Nijmegen Goffertstadion |                                                                                 |                                    | 28' Ad Graaumans                              |
| 2e ronde                                     | NAC                                                                             | 2 – 0 (0 – 0)                      | Xerxes                                        |
| 7 mei 1967 Plaats: Breda Beatrixstraat       | Frans Bouwmeester 53', 75'                                                      |                                    |                                               |
| Kwartfinale                                  | NAC                                                                             | 2 – 1 (1 – 0, 1 – 1) Na verlenging | Volendam                                      |
| 18 mei 1967 Plaats: Breda Beatrixstraat      | Martin Snoeck 42' Jan van Gorp 95' (pen.)                                       |                                    | 88' Gerrit Vlak                               |
| Halve finale                                 | NAC                                                                             | 4 – 3 (2 – 1, 3 – 3) Na verlenging | Blauw-Wit                                     |
| 28 mei 1967 Plaats: Breda Beatrixstraat      | Jacques Visschers 20' Frans Bouwmeester 43' Ad Graaumans 85' Martin Snoeck 108' |                                    | 15' Jan Royé 70' Piet Witschge 80' Han Meijer |
| Finale                                       | Ajax                                                                            | 2 – 1 (0 – 0, 1 – 1) Na verlenging | NAC                                           |
| 7 juni 1967 Plaats: Amsterdam De Meer        | Johan Cruijff 64' Klaas Nuninga 106'                                            |                                    | 86' Karel Vesters                             |

## Statistieken NAC 1966/1967

### Eindstand NAC in de Nederlandse Eredivisie 1966 / 1967
| Stand | Gespeeld | Gewonnen | Gelijk | Verloren | Punten | Doelpunten voor | Doelpunten tegen |
| ----- | -------- | -------- | ------ | -------- | ------ | --------------- | ---------------- |
| 12e   | 34       | 10       | 9      | 15       | 29     | 44              | 50               |

### Topscorers
| #      | Naam              | Goal |
| ------ | ----------------- | ---- |
| 1.     | Martin Snoeck     | 9    |
| 1.     | Jacques Visschers | 9    |
| 3.     | Jan van Gorp      | 5    |
| 3.     | Ad Graaumans      | 5    |
| 5.     | Frans Bouwmeester | 3    |
| 5.     | Karel Vesters     | 3    |
| 7.     | Arie Don          | 2    |
| 7.     | Ati Graaumans     | 2    |
| 7.     | Nico Rijnders     | 2    |
| 10.    | Adri Pelkmans     | 1    |
| 10.    | Ger Saris         | 1    |
| 10.    | Ad Schnebeli      | 1    |
| 10.    | Frans Vermeulen   | 1    |
| Totaal | Totaal            | 44   |

| #      | Naam              | Goal |
| ------ | ----------------- | ---- |
| 1.     | Frans Bouwmeester | 3    |
| 2.     | Ad Graaumans      | 2    |
| 2.     | Martin Snoeck     | 2    |
| 4.     | Jan van Gorp      | 1    |
| 4.     | Karel Vesters     | 1    |
| 4.     | Jacques Visschers | 1    |
| Totaal | Totaal            | 10   |

## Voetnoten
ADO ·
Ajax ·
DOS ·
DWS ·
Elinkwijk ·
Feijenoord ·
Fortuna '54 ·
Go Ahead ·
GVAV ·
MVV ·
NAC ·
PSV ·
Sittardia ·
Sparta ·
Telstar ·
FC Twente '65 ·
Willem II ·
Xerxes